# Sena-Oura-Nationalpark
Der Sena-Oura-Nationalpark (französisch Park National Sena Oura) ist der jüngste Nationalpark des Tschad. Er wurde im Jahr 2010 im Département Mayo Dallah in der Provinz Mayo-Kebbi Ouest an der Grenze zu Kamerun mit Inkrafttreten des Gesetzes 16 auf einer Fläche von 735,2 km² etabliert. Er bildet zusammen mit dem kamerunischen Bouba-Ndjida-Nationalpark einen Biosphärenkorridor. Von der IUCN wurde er in der Kategorie II eingestuft. Gemanagt wird der Nationalpark von den lokalen Behörden und lokalen Würdenträgern der Stämme.
Die Geschichte, die zur Gründung des Nationalparks führte, reicht bis in die Mitte der 1980er Jahre zurück, als im Tschad durch den Bürgerkrieg größere Teile der Bevölkerung vom Osten in den ruhigeren Westen des Landes flüchteten. Mit der Zunahme der Bevölkerung nahm der Druck auf die natürlichen Ressourcen des Landes immer mehr zu, was sich im Rückgang der Waldflächen, in Überfischung der Seen und Flüsse sowie im Rückgang der Bodenfruchtbarkeit ausdrückte. Um diesem entgegenzuwirken, wurde im Jahr 1995 das Abkommen von Dari zwischen den lokalen Amts- und Würdenträgern verhandelt, in dem bereits der Schutz der Galeriewälder beschlossen wurde. Im Jahre 2002 wurde zwischen dem Umweltministerium des Tschad und der kantonalen Verwaltung vereinbart, ein Gebiet auszuwählen, das zu einem Naturschutzgebiet entwickelt werden sollte. Die finanzielle Unterstützung des Projektes erfolgte durch die Gesellschaft für Internationale Zusammenarbeit und einer französischen Gesellschaft. Im Jahre 2007 wurde beschlossen, das Sena-Oura-Gebiet zu einem Nationalpark unter dem Gesetz 14 weiterzuentwickeln und in ein grenzüberschreitendes Biosphärenreservat, zusammen mit dem Bouba-Ndjida-Nationalpark, mit einzubringen. Im Jahre 2008 passierte dieses Gesetz das Nationale Parlament, so dass nach zweijähriger Vorbereitungszeit der Nationalpark 2010 etabliert werden konnte.
Der Sena-Oura-Nationalpark liegt in der Vegetationszone der Östlichen Sudan-Savanne, dementsprechend dominieren aufgelockerte und weitständige Wälder, die mit dichten Buschbewuchs durchsetzt und mit einem Unterwuchs von langhalmigen Gräsern und breitblättrigen Kräutern unterlegt sind. Es kommen im Nationalpark 16 bedrohte Tierarten vor, darunter der Afrikanische Elefant (Loxodonta africana), der Löwe (Panthera leo) und der Gepard (Acinonyx jubatus).